# Edrom
Edrom ist eine Ortschaft im Nordosten der schottischen Council Area Scottish Borders beziehungsweise in der traditionellen Grafschaft Berwickshire. Sie liegt rund fünf Kilometer nordöstlich von Duns nahe dem linken Ufer des Whiteadder Water.

## Geschichte
Spätestens seit 1139 befindet sich eine Kirche am Standort, welche der Coldingham Priory unterstellt war. Die heutige Edrom Parish Church stammt aus dem Jahre 1737. Bemerkenswert ist der Fund eines Hogbacks aus dem 11. Jahrhundert auf dem Friedhof.
Im frühen 18. Jahrhundert wurde am Nordrand von Edrom das Herrenhaus Edrom House erbaut. In den 1790er Jahren kam mit dem westlich gelegenen Manderston House ein weiteres Herrenhaus dazu. An dessen Standort befand sich zuvor ein Wehrbau des Clans Home.

## Verkehr
In einer dünnbesiedelten Region der Scottish Borders gelegen, ist Edrom nur über eine unklassifizierte Nebenstraße an das Straßennetz angebunden. Südlich verläuft die A6105, die Earlston mit Berwick-upon-Tweed verbindet. In Duns ist außerdem die A6112 zugänglich.
1849 erhielt Edrom einen eigenen Bahnhof an dem ersten Streckenabschnitt der späteren Berwickshire Railway. Die Strecke verband ab 1865 St Boswells mit Reston und schuf somit eine Verbindung zwischen der Waverley Line und der East Coast Main Line. 1951 wurde der Bahnhof Edrom aufgelassen.